# Ming lo spietato
Ming lo spietato o Ming l'implacabile (nell'originale "Ming the Merciless") è un personaggio del fumetto statunitense Flash Gordon apparso per la prima volta nel 1934. Da allora è l'antagonista storico principale di Flash sia nel fumetto sia nelle relative serie televisive e negli adattamenti cinematografici. L'imperatore Ming viene descritto come uno spietato tiranno che governa con crudeltà il pianeta Mongo.

## Fumetti
Nella striscia a fumetti creata da Alex Raymond, quando l'eroico Flash Gordon e i suoi amici atterrano sul pianeta Mongo, scoprono che è governato da un crudele Imperatore, un despota che in breve tempo diventa il loro avversario principale. Inizialmente, egli non viene menzionato per nome, ma viene identificato solo come l'"Imperatore" fino a quando, molti numeri dopo del fumetto, viene rivelato che si chiama "Ming".
La capitale del suo impero è Mingo City, così chiamata in suo onore. In aggiunta al suo esercito, Ming ha accesso a un'ampia gamma di gadget fantascientifici, come razzi spaziali e raggi mortali. Sebbene malvagio e potente, egli ha i suoi punti deboli, come l'infatuazione per la bella fidanzata di Flash, Dale Arden. La figlia di Ming, la Principessa Aura è malvagia quanto lui all'inizio della serie a fumetti, ma con il tempo si redime e si innamora prima di Flash, e in seguito del Principe Barin di Arboria.
Flash e i suoi compagni sfuggono alle grinfie di Ming e trovano degli alleati tra la popolazione di Mongo, inclusi Barin, il Principe Vultan, il Principe Thun e la Regina Fria. Organizzano insieme un movimento di resistenza al tiranno; e la lotta contro Ming è il tema della maggior parte delle storie. Alla fine Ming viene detronizzato, e Flash si scontra con altri nemici nel corso degli anni quaranta.
Durante il periodo di Austin Briggs alla serie Flash Gordon, egli introdusse il personaggio del figlio di Ming, Kang il crudele. Kang diventa il principale antagonista di Flash in questo periodo.
Nella storia del 1956 intitolata Return to Mongo, Dan Barry introdusse un altro figlio di Ming, identico a lui nell'aspetto, chiamato Ming II. Questo Ming dimostra di avere somiglianze caratteriali con il padre, e diventa in poco tempo un avversario semi-regolare di Flash. Nel 1957, nella storia The Time Pendulum, un discendente di Ming proveniente dal futuro, Ming XIII, viaggia indietro nel tempo per uccidere Flash e assicurare la vittoria del suo antenato. Jim Keefe tornò a utilizzare il personaggio di Ming come principale nemico di Flash durante il suo periodo di permanenza alla striscia a fumetti.
Nel 2011 la Dynamite Comics pubblicò la serie Flash Gordon: Zeitgeist, nella quale Ming cerca di invadere la Terra nell'anno 1934. Come nel film del 1980, il braccio destro di Ming è il mascherato Klytus. In questa versione Klytus si chiama "Klytus Ra Djaaran", e viene descritto come Gran visir di Ming e capo della sua polizia segreta. Inoltre, Ming collabora con il Terzo Reich per conquistare il pianeta. Il prequel, Merciless: The Rise of Ming, mostra l'ascesa al potere di Ming su Mongo. Merciless rivela che Ming è figlio dell'Imperatore Krang, e marito di Auranae, futura madre della Principessa Aura.
Nel successivo fumetto della Dynamite di Flash Gordon, King's Watch, Ming usa un portale dimensionale per inviare le proprie truppe a invadere la Terra. Flash, Dale e Zarkov viaggiano fino a Mongo
per fermare Ming. Nel seguito della storia (Flash Gordon:The Man From Earth), Dale Arden scopre che Ming utilizza degli speciali "Cristalli di Quantum" per estendere il suo ciclo vitale, e poter viaggiare nello spazio per conquistare altri sistemi solari. Inoltre, Ming riduce in schiavitù alcuni sottoposti del Principe Barin, li sottopone al lavaggio del cervello, e li tramuta in guerrieri bestiali per il suo esercito. Flash è inoltre testimone di un video di propaganda a Mongo, dove viene rivelato che il nome completo del malvagio tiranno è Ming Gorzon-Hydraxus di Seledarqu.

## In altri media

### Radio
Nell'adattamento radiofonico del 1935, The Amazing Interplanetary Adventures of Flash Gordon, la voce di Ming era quella di Bruno Wick.

### Cinema

#### Flash Gordon(serial)
Nel serial cinematografico Flash Gordon della fine degli anni trenta, Ming era interpretato dall'attore Charles B. Middleton. Nel primo serial, egli resta apparentemente ucciso in un forno crematorio, in un possibile suicidio. Successivamente fa ritorno con una regina marziana sua alleata, e utilizza una raggio di neutroni per causare disastri sulla Terra. In Flash Gordon - Il conquistatore dell'universo (1940), Ming è di nuovo il signore di Mongo, ma viene ucciso quando resta chiuso nella sua torre e Flash le fa precipitare contro una nave spaziale. Ming viene presentato con una personalità "alla Hitler" in questo serial del 1940 antecedente la seconda guerra mondiale dove ci si riferisce a lui di frequente con l'appellativo di "dittatore" e il personaggio indossa elaborate uniformi militari.

#### Flash Gordon(1980)
Nel film Flash Gordon del 1980 diretto da Mike Hodges e prodotto da Dino De Laurentiis, Ming è interpretato dall'attore Max von Sydow. Lamentandosi della noia, l'imperatore scopre la Terra e scatena vari attacchi diretti al pianeta. Il Generale Klytus, braccio destro di Ming, è segretamente attratto dalla figlia del tiranno, la bellissima principessa Aura. Come in molte altre versioni del personaggio, Ming è invece infatuato di Dale, e vorrebbe farne la sua sposa. La crudeltà di Ming si estende anche nei confronti della figlia: nel tentativo di trovare Flash, egli permette che Klytus la torturi, affinché ella riveli dove si trova l'uomo. Non riuscendo a sconfiggerlo, Ming offre a Flash l'opportunità di unirsi a lui per governare insieme la galassia, e salvare la Terra. Flash rifiuta la proposta quando scopre che nei piani di Ming gli abitanti della Terra verranno ridotti in schiavitù. Allora Ming lo lascia a morire sul pianeta, ma Flash riesce a fuggire a bordo di un razzo.
Nel proseguimento del film, Ming resta impalato dal suo stesso razzo da guerra, Ajax, del quale Flash ha preso il controllo. Dopo un vano tentativo di fermare Flash, egli alla fine rivolge il suo anello del potere verso se stesso e svanisce. Tuttavia, poco prima della fine, l'anello viene trovato da uno sconosciuto, e le parole "The End?" appaiono sullo schermo, mentre in sottofondo si sente una risata malvagia.
Nell'album Flash Gordon dei Queen, colonna sonora del film, è presente la traccia Ming's Theme.

### Televisione

#### The New Adventures of Flash Gordon(1979)
In questa serie animata del 1979 di Flash Gordon. Ming è doppiato da Vic Perrin nell'episodio pilota; mentre nella serie vera e propria è doppiato da Alan Oppenheimer, che in seguito sarà la voce di Skeletor. In questa versione del personaggio, la potenza di Ming è vividamente rappresentata mostrando la sua grande flotta di navi spaziali, razzi drone, treni blindati, e il suo esercito di robot. Inoltre, Mongo utilizza come rinforzo il popolo delle donne lucertola provenienti dalle miniere di Mongo, oltre che impiegarle come guardie del suo harem, e i primitivi Beast-Men di Mongo non solo lo servono, ma lo venerano anche come un dio. Nel quarto episodio, To Save Earth, Ming afferma di essere immortale.

#### I difensori della Terra(1986-1987)
Ming è il cattivo principale nella serie animata degli anni ottanta prodotta dalla Marvel intitolata I difensori della Terra, dove lo si vede combattere contro vari personaggi dei fumetti come l'Uomo mascherato, Mandrake, Lothar, e naturalmente Flash Gordon. Nella prima puntata, Ming cattura Dale Arden Gordon e suo figlio Rick, e separa la mente di Dale dal corpo, provocando la vendetta di Flash che torna sulla Terra per sconfiggere Ming e impedire che riduca in schiavitù il pianeta. La base terrestre di Ming è situata nelle profondità del circolo polare artico; i suoi alleati nella serie sono Garax, leader degli "uomini di ghiaccio", l'armata di Ming, e Octon, un grande computer da guerra dotato di tentacoli.
Questa versione di Ming ha un figlio invece che una figlia, il Principe Kro-Tan, il quale considera chiunque, compreso suo padre, un ostacolo al suo piano di dominare la galassia. Kro-Tan riesce quasi a sconfiggere il padre nel corso di una storia in cinque parti, prima che Ming riesca a prevalere e si vendichi. In questa versione del personaggio, Ming ha la pelle verde e le orecchie a punta.

#### Serie animata (1996)
Nella serie animata del 1996, Ming ha un aspetto da rettile: ha nuovamente la pelle verde e le orecchie a punta, ed è un alieno squamoso dai denti affilati che gli eroi della storia chiamano "lucertola". A differenza del padre, sebbene Aura abbia anch'essa la pelle verde, per il resto è completamente umana nell'aspetto. In questa versione, Ming è meno crudele e qualche volta anche comico.

#### Serie televisiva (2007–2008)
Nella serie televisiva del 2007 in onda su Sci-Fi Channel, Ming è interpretato da John Ralston e per la prima volta, non ha l'aspetto di un orientale, ma di un biondo caucasico. Il produttore esecutivo David Hume disse che questa scelta di interpretazione del personaggio era ispirata "al tipo di tirannia di Saddam Hussein".
In questa versione Ming è un tiranno di un pianeta con scarse risorse idriche, che controlla la popolazione attraverso il monopolio della produzione di acqua potabile. Egli usa questa forma di controllo per estorcere l'obbedienza del popolo. Indossa uniformi militari e sembra essere un guerrafondaio oltre che un imperatore. Il primo assistente di Ming è Rankol, un cyborg esperto di tecnologia.
Anche se malvagio come sempre, Ming è conosciuto anche per essere un "padre benevolo" verso chi gli obbedisce, ma è comunque chiamato da essi "lo spietato", a causa della sua guida brutale, che egli giustifica con la necessità di mantenere l'ordine e prevenire il ritorno del caos che imperversava prima della sua salita al potere. Ming ha un figlio, Terek, che egli ordina di uccidere alla nascita in quanto "creatura deviata". Successivamente, si scopre che Terek non solo è vivo, ma anche che sua madre era di razza pura, il che significa che è Ming la fonte della deviazione di Terek.
Dopo che Flash libera le riserve d'acqua del pianeta dalle grinfie di Ming, il popolo di Mongo si rivolta contro quest'ultimo quando scopre che egli aveva avvelenato gli acquedotti del pianeta. Ming forma un'alleanza con Azura e i suoi guerrieri promettendole in cambio il titolo di regina; quest'ultima, mentre le sue armate si scontrano con i ribelli, gli regala un amuleto. Ming viene catturato durante una battaglia con Flash Gordon e Aura, e Terek ordina la sua esecuzione; quando Aura non mostra di provare dolore per la sua morte imminente, Ming finalmente dice di essere orgoglioso della figlia. Il tiranno viene messo in una camera a gas, ma quando essa si riempie, egli svanisce, essendo stato teletrasportato in salvo dall'amuleto di Azura.

## Riferimenti nella cultura di massa
Molte parodie e prese in giro del personaggio e del suo nome, "Ming the Merciless", sono state fatte negli anni:
- "Mung the Mirthless" nella striscia a fumetti Sally Forth di Wally Wood;
- "Wang il pervertito" nella parodia pornografica Flesh Gordon - Andata e ritorno... dal pianeta Porno!;
- "Conte Zarth Arn" nel film di serie B Scontri stellari oltre la terza dimensione;
- "Gorzo the Mighty", pseudonimo di un giornalista del The Onion;[17]
- "Ding the Merciless", un avversario di Trash Gordon in una puntata di Sesamo apriti;
- "Supreme Overlord Maximus IQ", il cattivo principale della serie animata Atomic Betty;
- "Mandrake the Malfeasant" nella serie animata Wander Over Yonder, appare solo negli episodi The Loose Screw e The Battle Royale.

Il Primo Ministro australiano Sir Robert Menzies era soprannominato "Ming the Merciless" a causa della sua preferenza per la pronuncia tradizionale scozzese del suo cognome. Il politico scozzese Menzies Campbell talvolta viene soprannominato "Ming the Merciless". Luke "Ming" Flanagan, politico irlandese a favore della legalizzazione delle droghe leggere, ha preso il proprio soprannome dal personaggio di Ming lo spietato.
Nell'episodio Are You Right There Father Ted? della sitcom irlandese Father Ted, Ming è uno degli espedienti con i quali Ted cerca di dimostrare di non essere un razzista nei confronti dei cinesi, dato che il personaggio di Ming è stato spesso criticato come rappresentazione stereotipata degli orientali.
L'interpretazione di Ming da parte di Charles B. Middleton nel serial cinematografico degli anni trenta appare durante i titoli di testa del film spagnolo Ballata dell'odio e dell'amore (2010) di Álex de la Iglesia, insieme ad altri mostri classici quali il fantasma dell'Opera, il mostro di Frankenstein e l'uomo lupo.
George Lucas ha citato Ming lo spietato come ispirazione base per la creazione dell'Imperatore Palpatine e di Dart Fener nella saga di Guerre stellari.
Il romanzo breve di Gene Wolfe del 1976 circa i postumi di un esperimento psicologico si intitola When I Was Ming the Merciless.
Nel 2007, Ming lo spietato si è classificato al secondo posto nella classifica Forbes Fictional 15. Il Chicago Sun-Times lo definì "il tiranno sci-fi definitivo", e The Irish Times scrisse che Ming è "semplicemente il migliore, il tiranno dei tiranni".

## Impatto culturale
Il personaggio di Ming è stato spesso associato allo stereotipo del "pericolo giallo" dell'epoca, un atteggiamento anti-asiatico principalmente anglosassone molto comune negli anni trenta e quaranta che portava a tratteggiare personaggi negativi di asiatici malvagi e perversi come, per esempio, Fu Manchu. I suoi tratti somatici, il nome (un ovvio riferimento alla dinastia Ming cinese), e persino il nome del pianeta Mongo, "una contrazione di Mongolia", contribuiscono ad attribuire un'identità orientale al personaggio. Jonathan C. Friedman disse che Ming e Fu Manchu erano "l'incarnazione del timore dell'occidente verso la minaccia gialla intenta nella crociata orientale per la conquista del mondo". Peter Feng definisce Ming una "rappresentazione futuristica del pericolo giallo", citando un recensore dell'epoca che lo descrisse "un orientale esoticamente vestito, con le unghie appuntite, lunghi baffi sottili, occhi a mandorla e sopracciglia arcigne". Secondo Jim Harmon e Donald F. Glut, se Ming è modellato su Fu Manchu nel primo serial cinematografico di Gordon, nel secondo serial, Flash Gordon alla conquista di Marte, viene rappresentato più come un demonio. Tutto questo ha contribuito a portare critiche e accuse di razzismo al personaggio quale rappresentazione negativa e fortemente stereotipata di una etnia.